# 布赖恩·马斯登
布赖恩·马斯登（英語：Brian Marsden，1947年9月29日—），新西兰男子举重运动员。他曾代表新西兰参加1974年和1978年英联邦运动会举重比赛，获得一枚银牌和一枚铜牌。他也曾参加1972年和1976年夏季奥运会。